# Loveno (Menaggio)
Loveno (Lovee in dialetto comasco, AFI: [luˈeː]), è una frazione del comune di Menaggio.
Anticamente fu un comune autonomo, chiamato dapprima Loveno, poi Loveno con Nobiallo (1753), Loveno ed uniti ed infine Loveno sopra Menaggio. Nel 1929 è stato aggregato al comune di Menaggio.

## Monumenti e luoghi d'interesse

### Architetture religiose

#### Chiesa parrocchiale dei santi Lorenzo e Agnese
La chiesa dei Santi Lorenzo e Agnese vene riedificata tra il 1725 ed il 1738, al posto di una precedente dedicata alla Madonna della Cintura. La consacrazione della chiesa avvenne in data 1 maggio 1738. Rispetto alla precedente, l'attuale chiesa risulta presentare un orientamento ruotato di 90° in senso orario. A sua volta, la precedente struttura venne costruita durante il Cinquecento, ampliando un antico oratorio a pianta quadrata già esistente agli albori del secolo XII. Nel 1641, la chiesa dei santi Lorenzo ed Agnese fu elevata al rango di parrocchiale di Loveno.
La chiesa, che si presenta con una facciata in stile rococò, internamente conserva un dipinto, restaurato di recente, raffigurante la Madonna Addolorata. La pittura, conservata nella prima cappella di destra, è attribuita alla scuola di Gaudenzio Ferrari. Nella copertura del presbiterio, gli affreschi degli Evangelisti sono opera di Luigi Tagliaferri.

#### Altre architetture religiose
Nel territorio di Loveno si trovano anche una cappella dedicata a San Rocco e una detta della Madonna del Sasso.

### Architetture civili
- Villa Mylius Vigoni[3], costruita nel 1829 da Enrico Mylius, oggi di proprietà della Repubblica Federale di Germania, e sede di un'associazione culturale italo-tedesca.
- Resti della casa dei Volta, famiglia che diede i natali al fisico Alessandro.[11][12] Il trasferimento della famiglia da Loveno a Como avvenne negli anni 1530, con Zanino Volta. All'esterno della casa, una Madonna affrescata risalente al XV secolo.[13][12]
- Villa Govone,[3] già appartenuta a Massimo D'Azeglio[14]
- Villa Bolza
- Villa Belfaggio[3] (o Bel Faggio[15]), che vide la presenza dei diplomatici europei Adenauer, Stikker e Spaak.[15]
- Villa D'Azeglio,[3] già proprietà di Massimo D'Azeglio[16], rilevata nel 2011 da Fedele Confalonieri.[17]
- Villa Valsecchi, costruita in stile liberty[18] negli anni 1905-1909.

## Cultura

### La banda
Il gruppo bandistico, attualmente composto da 52 elementi, è stato fondato nel 1843 da Giuliano Tenzi ed è uno tra i più antichi della Lombardia.
Nel 2011 il corpo musicale è stato riconosciuto Gruppo d'Interesse Comunale a livello Nazionale attraverso un'iniziativa promossa dal Ministero per i Beni e le Attività Culturali in occasione del 150° dell'Unità d'Italia.